# 卢杰克·波耶兹尼
卢杰克·波耶兹尼（捷克語：Luděk Pojezný，1937年3月7日—），捷克男子赛艇运动员。他曾代表捷克斯洛伐克参加1960年和1964年夏季奥林匹克运动会赛艇比赛，获得二枚铜牌。